# (5548) Thosharriot
(5548) Thosharriot – planetoida z pasa głównego asteroid okrążająca Słońce w ciągu 5 lat i 62 dni w średniej odległości 2,99 j.a. Została odkryta 3 października 1980 roku w Obserwatorium Kleť w pobliżu Czeskich Budziejowic przez Zdeňkę Vávrovą. Nazwa planetoidy pochodzi od Thomasa Harriota (1560-1621), angielskiego matematyka i astronoma, uważanego za pierwszego który użył teleskopu do opisania ciała niebieskiego (wykonał rysunek Księżyca 26 lipca 1609 roku, kilka miesięcy przed Galileuszem). Przed nadaniem nazwy planetoida nosiła oznaczenie tymczasowe (5548) 1980 TH.